# Mesorregión Central Mineira
La mesorregión Central Mineira es una de las doce  mesorregiones del estado brasileño de Minas Gerais. Está conformada por la unión de treinta municipios agrupados en tres  microrregiones.

## Microrregiones
- Bom Despacho
- Curvelo
- Três Marias

- Datos: Q2162287